# 勒布瓦普拉日昂雷
勒布瓦普拉日昂雷（法語：Le Bois-Plage-en-Ré，法語發音：[lə bwa plaʒ ɑ̃ ʁe]）是法国滨海夏朗德省的一个市镇，属于拉罗谢尔区。

## 地理
勒布瓦普拉日昂雷（46°11'11"N, 1°23'35"W）面积12.18 平方千米，位于法国新阿基坦大区滨海夏朗德省，该省份为法国西部滨海省份，北起旺代省，西临大西洋，南至吉倫特省，东南接多爾多涅省，东北接德塞夫勒省接壤，东临夏朗德省。
与勒布瓦普拉日昂雷接壤的市镇（或旧市镇、城区）包括：滨海拉库阿尔德、拉弗洛特、圣玛丽德雷、圣马丹德雷。

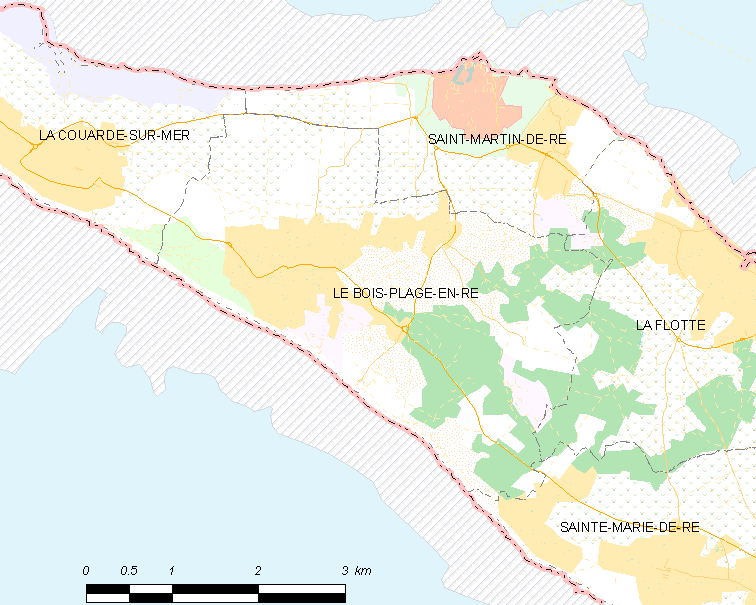
勒布瓦普拉日昂雷的OSM定位图

勒布瓦普拉日昂雷的时区为UTC+01:00、UTC+02:00（夏令时）。

## 行政
勒布瓦普拉日昂雷的邮政编码为17580，INSEE市镇编码为17051。

## 政治
勒布瓦普拉日昂雷所属的省级选区为雷岛县。

## 人口

1962-2008年间勒布瓦普拉日昂雷人口变化图示

勒布瓦普拉日昂雷于2022年1月1日时的人口数量为2177人。